# كلير باكستر
كلير باكستر (بالإنجليزية: Claire Baxter) هي دراجة أسترالية، ولدت في 24 يناير 1982.

## وصلات خارجية
- كلير باكستر على موقع الاتحاد الدولي للدراجات (الإنجليزية)
- كلير باكستر على موقع أرشيف الدراجات (الإنجليزية)
- كلير باكستر على موقع إحصائيات الدراجات الإحترافية (الإنجليزية)
- كلير باكستر على موقع CycleBase (الإنجليزية)
- كلير باكستر على موقع اتحاد ألعاب الكومنولث (مؤرشف) (الإنجليزية)
- كلير باكستر على موقع دورة ألعاب الكومنولث 2006 (مؤرشف) (الإنجليزية)